# جوش غرانت
جوش غرانت (بالإنجليزية: Josh Grant)‏ مواليد 7 أغسطس 1967 في سالت ليك، هو لاعب كرة سلة محترف أمريكي سابق بدأ مسيرته الاحترافية في سنة 1993 حيث تم اختياره من قبل فريق دنفر ناغتس خلال الدرافت، وحمل الرقم 5 و11. اعتزل اللعب في 2002.

## فرق لعب لها
- غولدن ستايت ووريورز
- فالنسيا باسكت
- لو مان سارت باسكت
- نادي أولمبياكوس لكرة السلة
- شوليه باسكت

## روابط خارجية
- جوش غرانت على موقع إن بي أي (الإنجليزية)
- جوش غرانت على موقع سبورتس رفرنس (الإنجليزية)
- جوش غرانت على موقع الدوري الإسباني لكرة السلة (الإسبانية)
- جوش غرانت على موقع كرة السلة الأوروبية.كوم (الإنجليزية)
- جوش غرانت على موقع كلية كرة السلة في سبورتس رفرنس.كوم (الإنجليزية)
- جوش غرانت على موقع ريلجم (الإنجليزية)
- جوش غرانت على موقع بروبوليرز (الإنجليزية)
- جوش غرانت على موقع سبورتس رفرنس (الإنجليزية)